# ラスプーチン矢野
ラスプーチン 矢野（らすぷーちん やの、本名:矢野 義隆、1965年9月22日-）は、日本の脚本家、構成作家、作詞家。有限会社猿と蛇代表取締役。東海大学卒業。

## 人物
神奈川県川崎市出身。大学時代は自主映画の世界で活動。大学卒業後、CM製作会社に入社して、演出家デビュー。渡辺正行の芸能プロダクションなべやに転職して、構成作家の仕事を始める。転職を繰り返すうちにアニメ、声優関係の仕事も行う。1994年から構成作家を務めたラジオ番組『山寺宏一のGAP SYSTEM』では自ら番組にも出演した。
2005年3月に映画監督の大九明子とともに有限会社猿と蛇を設立、代表取締役に就任した。猿と蛇の社名は矢野と大九の干支からつけられた。

## 参加作品

### テレビアニメ
- 菜々子解体診書（シリーズ構成・脚本）
- GIRLSブラボー（脚本）
- ご愁傷さま二ノ宮くん（脚本）

### 舞台
- LIVE ACT「BLAZBLUE ～CONTINUUM SHIFT～」（脚本）

### 構成
- 山寺宏一のGAP SYSTEM

### 作詞
- 『SHI〜NE☆』（キャイ〜ンのアルバム）